# Gaillac-Toulza
Gaillac-Toulza (em occitano:  Galhac Tolzan) é uma comuna francesa na região administrativa da Occitânia, no departamento do Alto Garona. Estende-se por uma área de 40.4 km², com 1.288 habitantes, segundo o censo de 2018, com uma densidade de 32 hab/km².